# Башкиров Євген Олегович
Євген Олегович Башкиров (рос. Евгений Олегович Башкиров, нар. 6 липня 1991, Ленінград) — російський футболіст, півзахисник польського клубу «Заглемб'є» (Любін).

## Клубна кар'єра
Народився 6 липня 1991 року в місті Санкт-Петербург. Вихованець футбольної школи клубу «Зеніт». 2009 року став з командою молодіжним чемпіоном Росії, але за основну команду так і не зіграв жодної гри.
У 2012 році був відданий в оренду в «Том», що виступала в першості ФНЛ. За підсумками сезону, в якому молодий півзахисник вийшов на поле в 11 іграх, команда посіла 2 місце та вийшла в Прем'єр-лігу. Після цього клуб підписав з Башкировим повноцінну угоду.

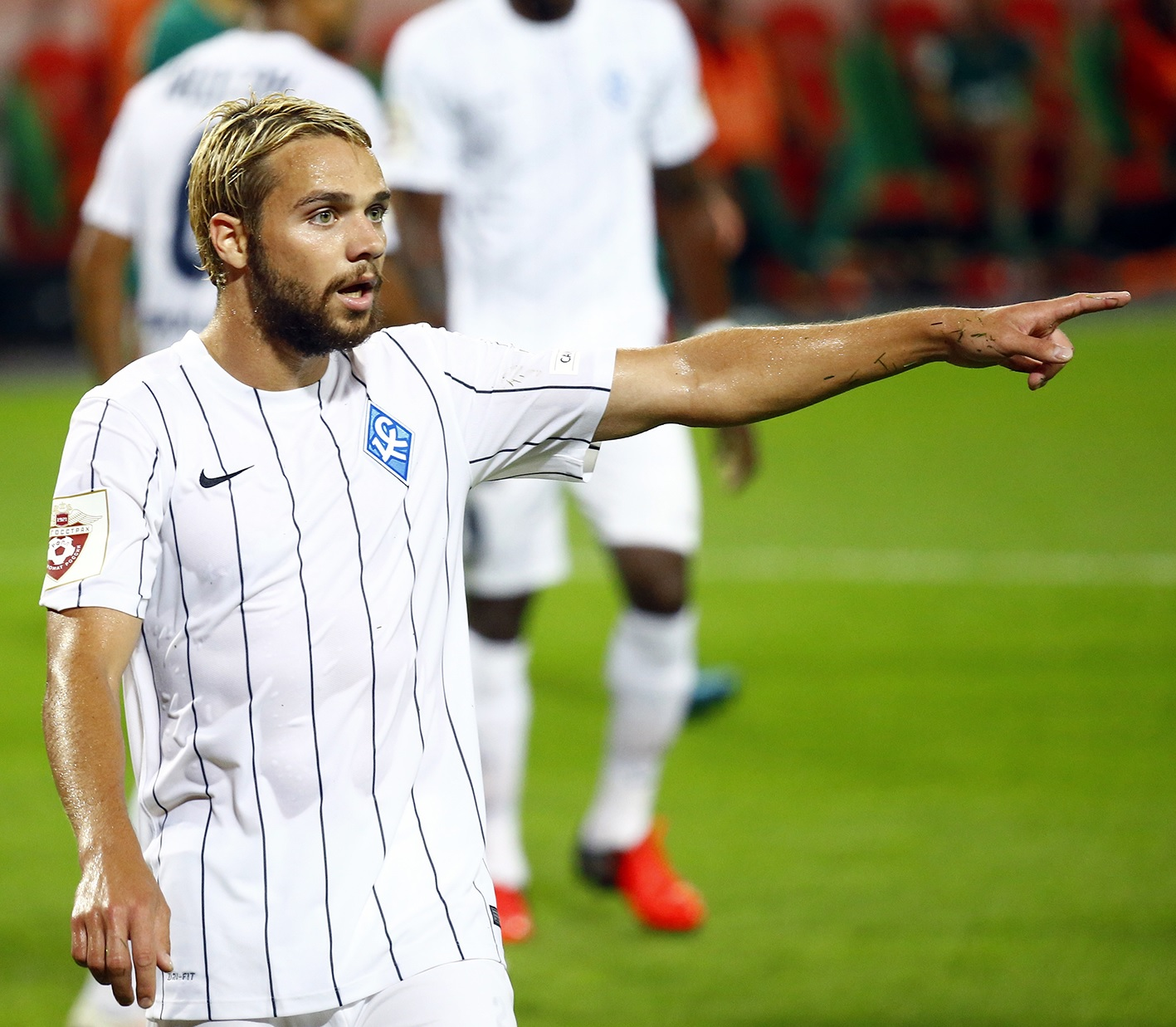
Євген Башкиров під час виступів за «Крила Рад». 2016 рік.

20 липня 2013 року в матчі 2-го туру чемпіонату Росії Башкиров дебютував у Прем'єр-лізі в грі проти «Кубані», вийшовши на поле в основному складі і відзначившись жовтою карткою. 9 листопада 2013 року забив свій перший гол за «Том», вразивши ворота московського «Локомотива» (2:0). За підсумками сезону 2013/14 Башкиров визнаний найкращим гравцем «Томі», а команда посіла 13 місце і потрапила в плей-оф за виживання, програвши «Уфі». Після цього Євген з командою знову змушений був грати у ФНЛ, провівши там два сезони і в останньому з них, 27 травня 2016 року в стиковому матчі за вихід в Прем'єр-лігу з «Кубанню» Башкиров забив один з м'ячів, який дозволив томській команді перемогти 2:0 та повернутись до еліти, але там більше з командою не зіграв, покинувши клуб влітку через завершення контракту.
У липні 2016 року Башкиров підписав угоду з «Крилами Рад». Дебютував у складі самарського клубу 1 серпня 2016 року в матчі Прем'єр-ліги з «Тереком». З командою за підсумками сезону 2016/17 посів передостаннє 15 місце і вилетів до ФНЛ, але наступного року допоміг їй повернутись в еліту, провівши там ще пів роки, поки у січні 2019 року «Крила Рад» не розірвали контракт з Башкировим.
31 січня 2019 року Башкиров перейшов у «Рубін», підписавши контракт на півтора роки. 3 травня в матчі 27-го туру чемпіонату Росії забив свій перший гол за «Рубін» у ворота «Оренбурга» (2:0). 24 лютого 2020 року його контракт було розірвано за взаємною згодою.
Через два дні, 26 лютого 2020 року, він підписав контракт із польським «Заглембє» (Любін) до кінця сезону 2019/20 з можливістю продовження ще на рік. За новий клуб півзахисник дебютував 1 березня 2020 року в домашньому матчі 24-го туру Екстракласи проти «Шльонська» (3:1) у дербі Нижньої Сілезії. Перші голи за клуб з Любіна він забив 26 червня 2020 року в домашній грі 33 туру проти «Корони» з Кельців (2:1), відзначившись дублем і був обраний фанатами гравцем матчу. 6 травня 2020 року він продовжив свій контракт з клубом до червня 2022 року. Станом на 14 липня 2021 року відіграв за команду з Любіна 37 матчів в національному чемпіонаті.

## Виступи за збірну
2009 року дебютував у складі юнацької збірної Росії (U-19), загалом на юнацькому рівні взяв участь у 8 іграх, відзначившись 5 забитими голами.

## Статистика виступів

### Статистика клубних виступів
| Сезон                          | Команда                        | Чемпіонат                      | Чемпіонат | Чемпіонат | Національний кубок | Національний кубок | Національний кубок | Континентальні кубки | Континентальні кубки | Континентальні кубки | Інші змагання | Інші змагання | Інші змагання | Усього | Усього | Усього |
| Сезон                          | Команда                        | Ліга                           | Ігор      | Голів     | Ліга               | Ігор               | Голів              | Ліга                 | Ігор                 | Голів                | Ліга          | Ігор          | Голів         | Ігор   | Голів  |        |
| ------------------------------ | ------------------------------ | ------------------------------ | --------- | --------- | ------------------ | ------------------ | ------------------ | -------------------- | -------------------- | -------------------- | ------------- | ------------- | ------------- | ------ | ------ | ------ |
| 2012–13                        | «Том»                          | ФНЛ (ІІ)                       | 11        | 0         | КР                 | 1                  | 0                  | -                    | -                    | -                    | -             | -             | -             | 12     | 0      |        |
| 2013–14                        | «Том»                          | ПЛ                             | 22+2      | 1+1       | КР                 | 2                  | 0                  | -                    | -                    | -                    | -             | -             | -             | 26     | 2      |        |
| 2014–15                        | «Том»                          | ФНЛ (ІІ)                       | 33+2      | 3         | КР                 | 1                  | 0                  | -                    | -                    | -                    | -             | -             | -             | 36     | 3      |        |
| 2015–16                        | «Том»                          | ФНЛ (ІІ)                       | 30+2      | 0+1       | КР                 | 1                  | 0                  | -                    | -                    | -                    | -             | -             | -             | 33     | 1      |        |
| Усього за «Том»                | Усього за «Том»                | Усього за «Том»                | 96+6      | 4+2       |                    | 5                  | 0                  |                      | -                    | -                    |               | -             | -             | 107    | 6      |        |
| 2016–17                        | «Крила Рад» (Самара)           | ПЛ                             | 22        | 0         | КР                 | 1                  | 0                  | -                    | -                    | -                    | -             | -             | -             | 23     | 0      |        |
| 2017–18                        | «Крила Рад» (Самара)           | ФНЛ (ІІ)                       | 32        | 1         | КР                 | 3                  | 1                  | -                    | -                    | -                    | -             | -             | -             | 35     | 2      |        |
| 2018–19                        | «Крила Рад» (Самара)           | ПЛ                             | 6         | 0         | КІ                 | 0                  | 0                  | -                    | -                    | -                    | -             | -             | -             | 6      | 0      |        |
| Усього за «Крила Рад» (Самара) | Усього за «Крила Рад» (Самара) | Усього за «Крила Рад» (Самара) | 60        | 1         |                    | 4                  | 1                  |                      | -                    | -                    |               | -             | -             | 64     | 2      |        |
| Усього за кар'єру              | Усього за кар'єру              | Усього за кар'єру              | 156+6     | 5+2       |                    | 9                  | 1                  |                      | -                    | -                    |               | -             | -             | 171    | 8      |        |